# Збышевски, Пол
Пол Збышевски (англ. Paul Zbyszewski) — американский телесценарист и телепродюсер польского происхождения. Збышевски работал над сериалами «Остаться в живых» и «Новый день», он также является и создателем «Нового дня». Он также написал сценарий к фильму «После заката».

## Карьера
Збышевски начал свою карьеру на телевидении как сценарист игрового шоу «Слабое звено». Фильм «После заката» по его сценарию (который он написал с Крэйгом Розенбергом) был выпущен в 2004 году. Збышевски также создал научно-фантастический сериал ABC «Новый день», где он работал соисполнительным продюсером и сценаристом, хотя шоу длилось недолго в телевизионном сезоне 2006—2007 годах Он написал сценарий к пилотному эпизоду, а также к эпизодам «What If They Run?», «What If She’s Lying?» (с Генри Алонсо Майерсом), «What If She’s a Key?» (с Джеффри Беллом) и финалу сериала, «What If It’s Him?» (с Беллом). В 2013—2014 годах и 2014—2015 годах, Збышевски был исполнительным продюсером и соисполнительным продюсером всех эпизодов нового популярного драматического шоу ABC «Агенты „Щ. И. Т.“»
Збышевски был супервайзовым продюсером и сценаристом пятого сезона «Остаться в живых» в 2009 году. Он написал сценарии к эпизодам «Бомба» (с исполнительным продюсером Элизабет Сарнофф), «Намасте» (с продюсером Брайаном К. Воном) и «Следуй за лидером» (с Сарнофф). За их работу над пятым сезоном «Остаться в живых», Збышевски и его сотрудниками были номинированы на премию Гильдии сценаристов США, премию «Эмми» за лучший драматический сериал и премию Гильдии продюсеров США за лучшую эпизодическую драму.
Он был повышен до соисполнительного продюсера для шестого финального сезона. Он написал сценарии к трём эпизодам с редактором сюжетов Грэмом Роландом: «Закат», «Посылка» и «Последний рекрут».